# Grinding Gear Games
Grinding Gear Games ( abb. GGG ) är ett nyzeeländskt datorspelsutveckarföretag som grundades 2006 och är baserat i Auckland. GGG var tidigare en oberoende utvecklare, men studion förvärvades av det kinesiska teknikföretaget Tencent i maj 2018 efter att det kinesiska företaget hade publicerat studions enda titel, Path of Exile. I Kina (exklusive Hong Kong och Macau).  Den öppna beta-uppbyggnaden av Path of Exile släpptes globalt i januari 2013 och 1.0-versionen av spelet släpptes i oktober 2013.

## Historia
Grinding Gear Games grundades 2006 i Auckland, Nya Zeeland. Företaget uppger att grundarna av företaget kommer från diverse olika länder och bakgrunder.  
GGG utvecklade Path of Exile, som släpptes den 23 oktober 2013. Under den öppna betan (från 23 januari 2013 till utgivningssdatum) deltog mer än 46 000 personer. GGG crowdfundade Path of Exile genom att låta användare förköpa mikrotransaktioner i spelet före spelets lanseringsdatum. På bara sex dagar hade GGG samlat in över 245 000 dollar (≈2 364 000kr). Företaget fokuserar nu på att publicera för fler plattformar, fler regioner och att skapa kosmetiska saker som kan köpas genom mikrotransaktioner i spelet.

## Spel
| Speltitel     | Utgivningsår | Plattform     |
| ------------- | ------------ | ------------- |
| Path of exile | 2013         | Windows       |
| Path of exile | 2017         | Xbox One      |
| Path of exile | 2019         | Playstation 4 |